# Walther Fischer von Weikersthal
Walther Ludwig Otto Karl Bernhard Fisher von Weikersthal (Stoccarda, 15 settembre 1890 – Stoccarda, 11 febbraio 1953) è stato un generale tedesco della Wehrmacht durante la seconda guerra mondiale.

## Biografia

### I primi anni e la prima guerra mondiale
Weikersthal nacque nel 1890 da una famiglia aristocratica di rango baronale; suo padre era militare col grado di capitano nell'esercito del Württemberg. Frequentò il ginnasio a Rottweil e poi Stoccarda, quindi entrò a far parte dell'esercito imperiale tedesco nel 1909.
Weikersthal servì su entrambi i fronti della prima guerra mondiale, di cui sedici mesi sul fronte occidentale e nove su quello orientale (dal dicembre 1914 al settembre 1915). Venne ferito in Francia nel settembre 1914. Combattendo nella 26ª divisione di fanteria, prestò servizio in Polonia prima del trasferimento della sua divisione in Serbia. Come ufficiale dello staff generale del XIII corpo d'armata, assistette alla smobilitazione delle truppe tedesche dopo l'armistizio nell'autunno del 1918.

### La seconda guerra mondiale
Sotto il regime nazista, Weikersthal supportò l'opposizione di Adolf Hitler al Trattato di Versailles e la sua promessa di riarmo della Germania. Poco dopo l'annessione dell'Austria nel 1938, Weikersthal venne promosso al rango di generale.
Nell'ottobre del 1940, Weikersthal venne nominato comandante della 35ª divisione di fanteria che prese parte all'Operazione Barbarossa contro l'Unione Sovietica. Prima dell'invasione, il comando supremo dell'esercito tedesco inviò l'ordine noto come "Commissar Order" il 6 giugno 1941, ordinando al personale della Wehrmacht di giustiziare sommariamente tutti gli ufficiali politici sovietici catturati. Malgrado l'opposizione di molti nell'esercito, la divisione di Weikersthal giustiziò almeno tre prigionieri russi nella prima settimana di combattimenti in Russia.
La divisione di Weikersthal combatté poi nella battaglia di Białystok–Minsk, nella battaglia di Smolensk ed in quella di Vyazma, i tre più importanti scontri del fronte orientale nei quali i tedeschi catturarono in tutto circa 1.200.000 soldati russi. Dopo Smolensk, Weikersthal ottenne la croce di cavaliere della Croce di Ferro. Secondo quanto evidenziato dallo storico David Wildermuth, col progredire della guerra e dei successi dei tedeschi, la posizione di Weikersthal nei confronti delle esecuzioni sommarie divenne di "silente accondiscendenza". Nel contempo, però, Weikersthal tentò di fermare le requisizioni formate delle truppe tedesche di modo da mantenere alta l'immagine pubblica delle truppe della Germania come "rappresentanti dell'anti-bolscevismo", ma non scandalizzandosi eccessivamente per eventuali razzie, stupri e violenze sulla popolazione compiute dai suoi uomini.
Dall'agosto al settembre del 1941, la 35ª divisione si trovava nella regione di Vassiljeva a prepararasi per l'Operazione Typhoon. Nel tentativo di coltivarsi l'alleanza della popolazione russa locale contro i partigiani sovietici, Weikersthal proibì quindi categoricamente il saccheggio della popolazione civile e provvide sufficiente cibo ai suoi militari. Quando la IX armata il 10 settembre ordinò l'esecuzione di un gruppo di partigiani tenuti in ostaggio, Weikersthal enfatizzò il fatto commentando "ogni azione ostile contro l'esercito tedesco ed i suoi alleati sarà punibile senza eccezioni con la morte". Weikersthal approvò poco dopo l'incendio del villaggio di Bielica, e nel novembre approvò altre impiccagioni pubbliche di ostaggi a Wolokolamsk.
Il 1º dicembre, Weikersthal venne promosso General der Infanterie ed ottenne il comando del LIII Armeekorps, parte della 2ª armata di panzer di Heinz Guderian nel Gruppo di Armate Centrale. Dal dicembre di quello stesso anno, le sue unità erano ormai esauste a causa del pesante freddo e per le tensioni interne della guerra. Mentre Hitler faceva sapere da Berlino di continuare a contrattaccare i sovietici, Weikersthal decise di ritirare le sue truppe "agendo come la mia coscienza mi detta", come ebbe egli stesso a dire. Ritirandosi attraverso il fiume Oka, Weikersthal ordinò di fare terra bruciata distruggendo "tutte le strutture che potessero essere utilizzate a favore del nemico".

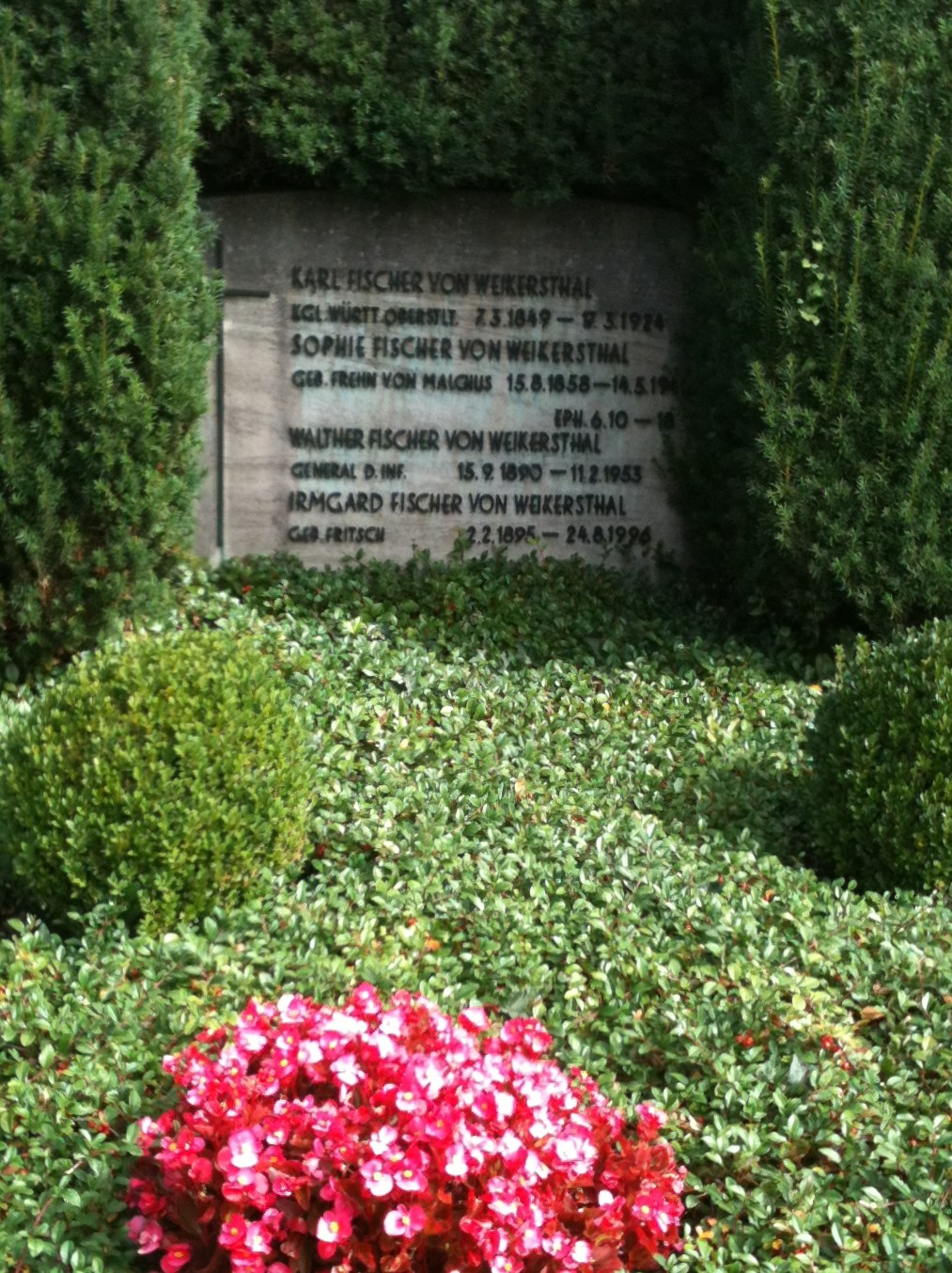
Tomba della famiglia Fischer von Weikersthal nel cimitero di Tettnang.

Quando Guderian venne licenziato il 26 dicembre per non aver obbedito agli ordini di Hitler, Rudolf Schmidt venne promosso al comando della 2ª armata panzer. Schmidt ben presto ordinò la ritirata delle unità di Weikersthal da Kosjolsk, ma gli intimò di non arrendersi. Weikersthal tentò di migliorare il morale dei suoi uomini formando delle squadre per trovare e punire i disertori, ma il suo controllo sulla situazione non fu puntuale e si ebbero ulteriori violenze gratuite sul campo. Nel gennaio del 1942, Weikersthal insistette ancora una volta per una ritirata strategica e richiese nuovamente ai suoi superiori la possibilità di procedere in questo senso; per tutta risposta venne sollevato dai suoi incarichi il 25 gennaio e venne posto in riserva, formalmente per problemi di salute.
Weikersthal venne successivamente catturato dalle truppe americane e mantenuto come prigioniero di guerra sino al 1947, Morì nel 1953.